# Wiesław Chrzanowski (1920–2011)

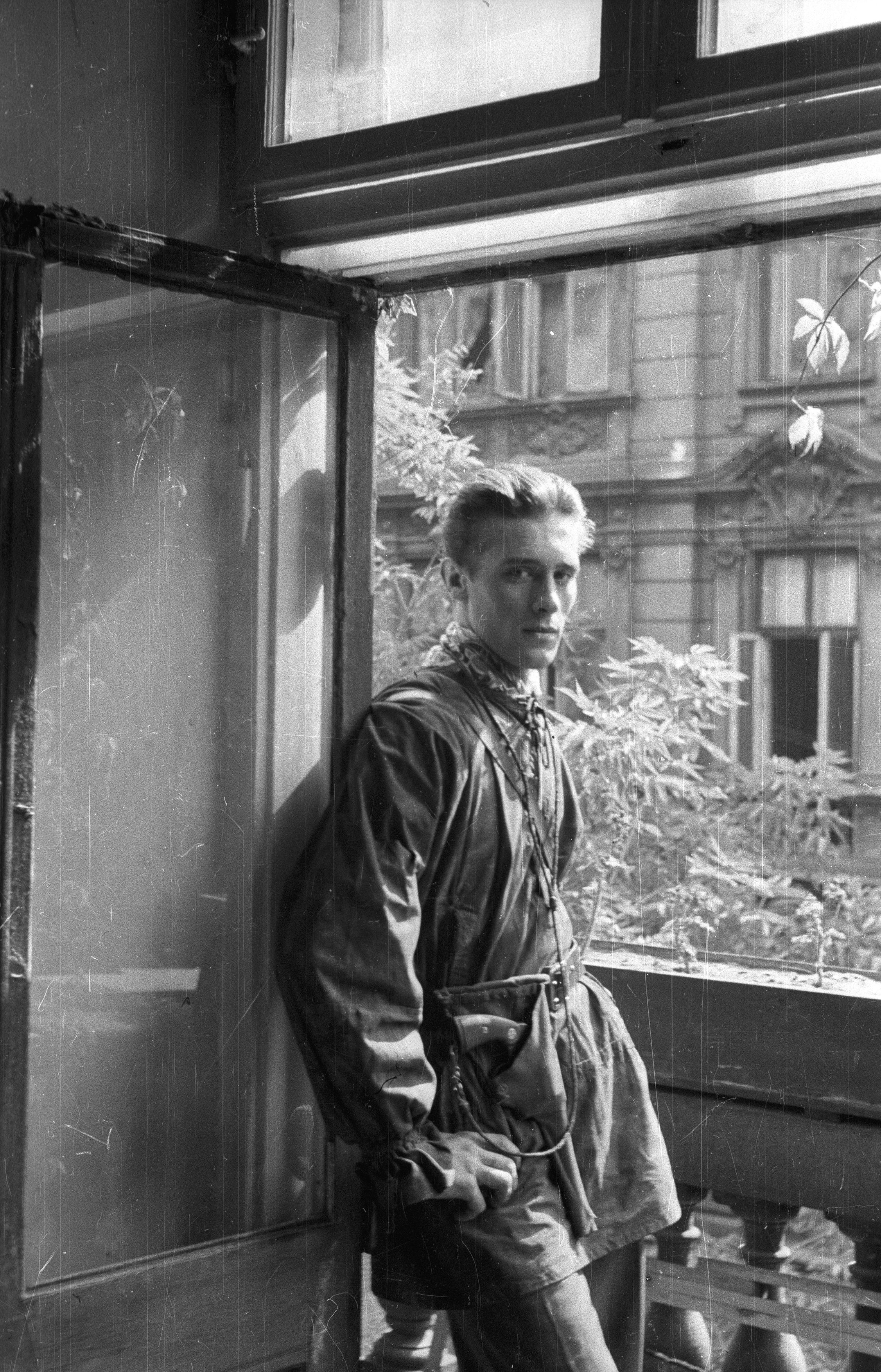
Wiesław Chrzanowski podczas powstania

Wiesław Chrzanowski ps. „Wiesław”, „1083” (ur. 4 grudnia 1920 w Sosnowcu, zm. 24 kwietnia 2011) – porucznik Narodowej Organizacji Wojskowej-Armii Krajowej, uczestnik powstania warszawskiego, autor fotografii z tamtego okresu.

## Życiorys
Uczestniczył w walkach powstańczych na Starym Mieście i Śródmieściu. Był żołnierzem kompanii „Anna” w batalionie „Gustaw”. Po kapitulacji powstania znalazł się w Stalagu XI-B Fallingbostel. Jego numerem jenieckim był 1396. 
Pochowany na cmentarzu Bródnowskim (kwatera 56D-1-4).